# NGC 5336
NGC 5336 је спирална галаксија у сазвежђу Ловачки пси која се налази на NGC листи објеката дубоког неба.
Деклинација објекта је + 43° 14' 35" а ректасцензија 13h 52m 9,8s. Привидна величина (магнитуда) објекта NGC 5336 износи 12,8 а фотографска магнитуда 13,5. NGC 5336 је још познат и под ознакама UGC 8785, MCG 7-29-3, CGCG 219-11, CGCG 218-66, IRAS 13500+4329, PGC 49250.